# Спаськ (смт)
Спаськ (рос. Спасск) — селище міського типу у складі Таштагольського району Кемеровської області, Росія.

## Населення
Населення — 1703 особи (2010; 1596 у 2002).